# Eleição municipal de Luziânia em 2024
A eleição municipal da cidade brasileira de Luziânia ocorrerá no dia 6 de outubro de 2024 (domingo), onde os 135.083 eleitores poderão eleger um prefeito, vice-prefeito e 21 vereadores para a administração municipal. Pelo fato do município não ter atingido 200 mil eleitores, a eleição terá apenas um turno.
Eleito em 2020 pelo extinto DEM, o atual prefeito Diego Sorgatto, do União Brasil, é considerado apto para concorrer à reeleição.

## Antecedentes
Nas eleições de 2020, 6 candidaturas foram registradas para disputar a prefeitura municipal, Diego Sorgatto, na época filiado ao DEM, venceu com 48.061 votos, contra 16.728 de Wilde Cambão (PSD) e 15.142 da então prefeita e candidata à reeleição Professora Edna Santos (PODE).

## Calendário eleitoral
| Início        | Fim           | Atividades | Status    |
| ------------- | ------------- | --- | --------- |
| 7 de março    | 5 de abril    | Janela partidária para vereadores trocarem de partido visando concorrer às eleições sem perder o mandato. | Realizado |
| 6 de abril    | 6 de abril    | Data-limite para todas as legendas e federações partidárias obterem o registro dos estatutos no TSE e para todos os candidatos terem domicílio eleitoral na circunscrição em que desejam disputar as eleições com a filiação deferida pelo partido. | Realizado |
| 15 de maio    | 15 de maio    | Início da campanha de arrecadação prévia de recursos na modalidade de financiamento coletivo para pré-candidatos, sem realização de pedidos de voto e obedecendo a regras relativas à propaganda eleitoral na Internet.                             | Realizado |
| 20 de julho   | 5 de agosto   | Realização de convenções partidárias para deliberar sobre coligações e escolher candidatos às prefeituras e aos cargos de vereador. Os partidos têm até 15 de agosto para registrar os nomes na Justiça Eleitoral.                                  | Realizado |
| 16 de agosto  | 16 de agosto  | Início das campanhas eleitorais de forma igualitária, podendo qualquer publicidade ou manifestação com pedido explícito de voto antes da data ser considerada irregular e multada.                                                                  | Realizado |
| 30 de agosto  | 3 de outubro  | Veiculação da propaganda eleitoral gratuita no rádio e na televisão. | Realizado |
| 6 de outubro  | 6 de outubro  | Realização do primeiro turno das eleições municipais. | Realizado |
| 11 de outubro | 25 de outubro | Veiculação da propaganda eleitoral gratuita no rádio e na televisão para o segundo turno. | Realizado |
| 27 de outubro | 27 de outubro | Realização de um eventual segundo turno nas cidades com mais de 200 mil eleitores em que o candidato a prefeito mais votado não tenha atingido a metade mais um dos votos válidos.                                                                  | Realizado |

## Candidaturas
| Nº | Candidato          | Partido                         | Candidato a vice               | Cargos relevantes ou profissão | Coligação                                                                                           | Tempo no horário eleitoral |
| -- | ------------------ | ------------------------------- | ------------------------------ | --- | --------------------------------------------------------------------------------------------------- | -------------------------- |
| 22 | Waltinho           | PL                              | Professora Rachel Machado (PL) | Veterinário Secretario de Agricultura de Luziânia (2012- 2016) Secretario de Desenvolvimento Urbano de Luziânia (2016-2020) Vereador de Luziânia (2021–2024) | "Esperança e Trabalho" (PL ,NOVO,PRD e AGIR )                                                       |                            |
| 44 | Diego Sorgatto     | UNIÃO                           | Télio Rodrigues (MDB)          | Prefeito de Luziânia (desde 2021), Deputado estadual (2015–2020), Vereador (2009–2013)                                                                       | "Pra Luziânia Seguir Mudando" (UNIÃO, MDB, FE Brasil, Avante, Republicanos, PSD, PP, PSB, DC e PDT) |                            |
| 45 | Diretora Ana Lúcia | PSDB (Federação PSDB Cidadania) | Nelson Rebelato (PSDB)         | Vice-prefeita de Luziânia (2021–2024), Vereadora (2013–2020)                                                                                                 | "Liberta Luziânia" (Federação PSDB Cidadania, PODE e Solidariedade)                                 |                            |
| 50 | Lee Almeida        | PSOL (Federação PSOL REDE)      | Teresa Lima (PSOL)             | Servidor público municipal | Federação PSOL REDE                                                                                 |                            |

## Resultados[14]

### Prefeitura
| Candidatos | Candidatos               | 1º Turno (TURNO UNICO) 6 de outubro de 2024 | 1º Turno (TURNO UNICO) 6 de outubro de 2024 |
| Candidatos | Candidatos               | Votos                                       | %                                           |
| ---------- | ------------------------ | ------------------------------------------- | ------------------------------------------- |
|            | Diego Sorgatto; UNIÃO    | 72.478                                      | 75,32 / 100,0                               |
|            | Waltinho; PL             | 12.863                                      | 13,37 / 100,0                               |
|            | Diretora Ana Lúcia; PSDB | 10.279                                      | 10,68 / 100,0                               |
|            | Lee Almeida; PSOL        | 609                                         | 0,63 / 100,0                                |

### Vereadores Eleitos
| Candidato(a)          | Numero | Partido | Votação     | Votação     |
| Candidato(a)          | Numero | Partido | Porcentagem | Total       |
| --------------------- | ------ | ------- | ----------- | ----------- |
| Marcelo Meireles      | 44.100 | UNIÃO   | 2,56 %      | 2.471 votos |
| Everaldo Meireles     | 15.111 | MDB     | 2,34 %      | 2.262 votos |
| Dioscler              | 11.123 | PP      | 2,08 %      | 2.014 votos |
| Marcos Cunha          | 15.321 | MDB     | 2,00 %      | 1.937 votos |
| Nilson Lins           | 44.888 | UNIÃO   | 1,82 %      | 1.760 votos |
| Nixon Das Casinhas    | 11.111 | PP      | 1,77 %      | 1.710 votos |
| Paulinho Cabeleireiro | 44.321 | UNIÃO   | 1,73 %      | 1.672 votos |
| Carlos Da Liga        | 44.555 | UNIÃO   | 1,60 %      | 1.549 votos |
| Felipe Do Mandu       | 44.333 | UNIÃO   | 1,60 %      | 1.544 votos |
| Luciano Braz          | 15.456 | MDB     | 1,56 %      | 1.508 votos |
| Professor Marcus      | 44.456 | UNIÃO   | 1,55 %      | 1.503 votos |
| Everson Roriz         | 15.800 | MDB     | 1,53 %      | 1.478 votos |
| Leozin Roriz          | 11.555 | PP      | 1,50 %      | 1.454 votos |
| Chico Da Antarctica   | 15.623 | MDB     | 1,48 %      | 1.436 votos |
| Tiago Machado         | 10.444 | REP     | 1,48 %      | 1.436 votos |
| Professora Edna       | 44.789 | UNIÃO   | 1,45 %      | 1.400 votos |
| Gonçalo Henrique      | 10.333 | REP     | 1,39 %      | 1.344 votos |
| Marcia Meireles       | 70.123 | AVANTE  | 1,28 %      | 1.240 votos |
| Saulo                 | 55.123 | PSD     | 1,28 %      | 1.237 votos |
| Dra Claese Rocha      | 11.333 | PP      | 1,25 %      | 1.206 votos |
| Maia                  | 65.555 | PCdoB   | 0,95 %      | 922 votos   |